# Hardya
Hardya — рід цикадок із ряду клопів.

## Опис
Цикадки розміром 5—6 мм середніх пропорцій, перехід морди в тім'я згладжений. На теренах колишнього СРСР 10 видів.

## Систематика
У складі роду:
- Hardya alpina Wagner, 1955
- Hardya anatolica Zachvatkin, 1946
- Hardya melanopsis (Hardy, 1850) - Палеарктики
- Hardya signifer (Then, 1897)
- Hardya tenuis (Germar, 1821)